# Borderland (festival)
Borderland är en svensk festival som baseras på deltagarkultur inspirerat av Burning Man festivalen i USA.

## Historik
Borderland startade med en förening år 2010 som syftade till att genomföra en deltagarfestival och förlägga den till Ravlunda skjutfält. Föreningen fick namnet Borderland Österlen och medlemmarna i föreningen och besökarna skulle själva både skapa konst och attraktioner samt vara deltagare och åskådare i varandras projekt. De gjorde ingen marknadsföring, för att förhindra att det kom folk som bara var intresserade av att festa. På våren fick de kulturbidrag på 100 000 kronor av regionala tillväxtnämnden och festivalen hölls för ett hundratal deltagare.
Åren efter hölls festivalen först utanför Hjo och senare i Hide kulturbrott, ett övergivet kalkbrott som omformats till en scen på Gotland, med 150 medverkande. Festivalen hölls också i Danmark och Norge och på andra ställen i Sverige. År 2016 hölls det första gången i Alversjö, ett naturområde utanför Eksjö, med omkring tusen deltagare. Efter det har festivalen årligen hållits i Alversjö, på mark som köptes av det nybildade företaget Alversjö Natur AB som grundades av styrelsemedlem Martin Källström i Borderland.
Festivalen har beskrivits i sensationalistika termer om droger, sex och nakenhet, men också nyfiket betraktande. Festivalområdet är indelat i mindre områden med olika teman som rejv, konst och familj. Kritiker har menat att barn förekommer i miljöer med droger och nakenhet på ett sätt som är direkt olämpligt. Till 2024 års festival kom drygt 4000 deltagare.

## Principerna
Borderland anordnar festivalen enligt samma tio principer som Burning Man festivalen i USA, och har lagt till den elfte principen; samtycke:
1. Radikal inkludering
2. Givmildhet
3. Avkommersialisering
4. Radikal självförsörjning
5. Radikalt självuttryck
6. Gemensamma insatser
7. Medborgerligt ansvar
8. Lämna inga spår
9. Deltagande
10. Omedelbarhet
11. Samtycke